# Ivan Močinić
Ivan Močinić (* 30. dubna 1993) je bývalý chorvatský fotbalový záložník, který naposledy hrál za chorvatský klub Šibenik.

## Klubová kariéra

### Rijeka
Močinić debutoval za Rijeku ve venkovním zápase proti Dinamu Záhřeb v říjnu 2011. Během své první profesionální sezóny odehrál 13 zápasů. Močinić vstřelil svůj první gól za Rijeku v posledním kole Prva HNL 2011/12 proti Karlovaci 1919. Během následujících pěti sezón v Rijece byl ve většině případů pravidelně hrál, přičemž zasáhl do 141 zápasů v lize, domácím poháru a Evropě. Močinić předváděl nejkonzistentnější výkony v sezóně 2013/14, kdy si díky svým solidním výkonům připsal 47 startů ve všech soutěžích. Zvláště zapůsobil triumf Rijeky nad Dinamem Záhřeb ve finále Chorvatského fotbalového poháru 2014. Při venkovní prohře s Dinamem Záhřeb dne 12. dubna 2014 byl Močinić poprvé kapitánem týmu.
Během zimního přestupového okna 2015 projevilo zájem o podpis Močiniće mnoho klubů, jmenovitě Dinamo Záhřeb, Newcastle United, Celtic, Rubin Kazaň, Lazio, Sampdoria, Atalanta, Carpi, Bordeaux a Olympiakos. Rijeka však několik nabídek odmítla a Močinić v klubu zůstal.

### Rapid Vídeň
Dne 16. července 2016 rakouský i chorvatský tisk oznámily, že Močinić se dohodl na podmínkách s SK Rapid Vídeň za přestupovou částku odhadnutou na 2,5 milionu eur.

## Reprezentační kariéra
Močinić odehrál 21 zápasů za chorvatské týmy do 19 let, do 20 let a do 21 let, včetně tří zápasů na Mistrovství Evropy ve fotbale hráčů do 19 let v roce 2012. Jeho působivé výkony v první polovině roku 2014 mu vynesly první pozvánku do chorvatského národního fotbalového týmu. Původně byl zařazen do týmu pro Mistrovství světa ve fotbale 2014, ale zranění ho na poslední chvíli vyřadilo z turnaje. Dne 17. listopadu 2015 Močinić odehrál svůj první a zároveň poslední zápas v seniorské reprezentaci Chorvatska při venkovní výhře proti Rusku, když odehrál celý zápas.

## Kariérní statistiky
Platí k 15. prosinci 2020
| Klub              | Sezóna            | Liga              | Liga   | Liga | Pohár  | Pohár | Evropa | Evropa | Ostatní | Ostatní | Celkově | Celkově |
| Klub              | Sezóna            | Liga              | Zápasy | Góly | Zápasy | Góly  | Zápasy | Góly   | Zápasy  | Góly    | Zápasy  | Góly    |
| ----------------- | ----------------- | ----------------- | ------ | ---- | ------ | ----- | ------ | ------ | ------- | ------- | ------- | ------- |
| Rijeka            | 2011/12           | Prva HNL          | 13     | 1    | 0      | 0     | —      | —      | —       | —       | 13      | 1       |
| Rijeka            | 2012/13           | Prva HNL          | 19     | 1    | 1      | 0     | —      | —      | —       | —       | 20      | 1       |
| Rijeka            | 2013/14           | Prva HNL          | 29     | 2    | 7      | 0     | 11     | 1      | —       | —       | 47      | 3       |
| Rijeka            | 2014/15           | Prva HNL          | 19     | 0    | 5      | 0     | 2      | 0      | —       | —       | 26      | 0       |
| Rijeka            | 2015/16           | Prva HNL          | 31     | 0    | 2      | 0     | 1      | 0      | —       | —       | 34      | 0       |
| Rijeka            | 2016/17           | Prva HNL          | 1      | 0    | —      | —     | —      | —      | —       | —       | 1       | 0       |
| Rijeka celkově    | Rijeka celkově    | Rijeka celkově    | 112    | 4    | 15     | 0     | 14     | 1      | 0       | 0       | 141     | 5       |
| Rapid             | 2016/17           | Bundesliga        | 14     | 0    | 2      | 0     | 8      | 0      | —       | —       | 24      | 0       |
| Rapid II          | 2017/18           | Regionalliga      | 3      | 0    | —      | —     | —      | —      | —       | —       | 3       | 0       |
| Rapid II          | 2018/19           | Regionalliga      | 8      | 1    | —      | —     | —      | —      | —       | —       | 8       | 1       |
| Rapid celkově     | Rapid celkově     | Rapid celkově     | 11     | 1    | 0      | 0     | 0      | 0      | 0       | 0       | 11      | 1       |
| Istra 1961        | 2019/20           | Prva HNL          | 19     | 1    | 1      | 0     | —      | —      | 2       | 0       | 22      | 1       |
| Olimpija          | 2020/21           | Prva SNL          | 6      | 0    | 0      | 0     | —      | —      | —       | —       | 6       | 0       |
| Celkově v kariéře | Celkově v kariéře | Celkově v kariéře | 162    | 6    | 18     | 0     | 22     | 1      | 2       | 0       | 204     | 7       |

## Úspěchy

### Klubové

#### Rijeka
- Chorvatský pohár: 2013/14
- Chorvatský Superpohár: 2014

### Individuální
- Fotbalový Oscar pro tým roku: 2014